# Воронка (притока Південного Бугу)
Воро́нка, Кашланка — річка в Україні, ліва притока Південного Бугу (басейн Чорного моря).  

## Опис
Довжина 25 км. Площа водозбірного басейну 332 км². Похил річки 0,9 м/км. Долина коритоподібна. Заплава завширшки до 150 м, подекуди заболочена. Річище помірно звивисте, пересічна ширина 2—5 м. Використовується на потреби рибництва.

### Притоки
Батіг (права), Байрак (ліва).

## Розташування
Бере початок біля с. Комарів. Тече територією Вінницького, Немирівського та Тиврівського районів Вінницької області.
За даними Ю.С. Гаврикова р. Воронка бере початок біля с. Степанівка (див. Байрак), а водотік між с. Комарів та смт Вороновиця носить назву Струмок Воронка і є її правою притокою. 

## Населені пункти
Над річкою розташовані такі села, селища, смт (від витоків до гирла): Комарів, Вороновиця, Чаульське, Шендерів, Потуш.

## Легенди й перекази
За народними переказами Воронкою річка названа після битви козаків з ляхами. Одного разу два війська зійшлося на річці, був запеклий бій. Козаки перемогли, та дуже багато полягло їх у тому бою, мертві тіла вояків лежали на березі річки, і дзьобали їх ворони, числом ніколи до того не баченим. З того часу й стала річка називатися Воронкою, а містечко — Вороновицею.